# Tampé
Tampé est une localité située dans le département de Diébougou de la province de la Bougouriba dans la région Sud-Ouest au Burkina Faso. En 2006, cette localité comptait 960 habitants dont 56 % de femmes.

## Santé et éducation
Le centre de soins le plus proche de Tampé est le centre médical avec antenne chirurgicale (CMA) de la province à Diébougou.
Le village ne possède pas d'école primaire.